# Eucormopsis lampra
Eucormopsis lampra är en fjärilsart som beskrevs av Jordan 1907. Eucormopsis lampra ingår i släktet Eucormopsis och familjen bastardsvärmare. Inga underarter finns listade i Catalogue of Life.